# Српско сликарство
Српско сликарство се развијало у оквиру српске уметности градње и украшавања зидова цркава које су у 12, 13. и 14. веку градили српско племство и краљеви.

## Средњовековно сликарство у Србији
Срби су неговали три сликарска рода — зидно сликарство или фреске, сликање на дрвеној плочи или иконопис и сликање на пергаменту или минијатуре, односно илуминацију у књигама или рукописима.
Структура слике у Србији је монументална и композиције су великих размера. Слика је плитка и архитектонски облик тече тако да затвара плитак простор. Фигура је често сучелице постављена и суздржана у покрету. Промене се дешавају у 13. веку, почев од 10. века. У западној Европи је уништена зидна слика појавом витража. У Италији постоје извесни квалитети. У овом добу српска уметност је свакако на највишем нивоу. Фигура добија у пластичности. У композицији се јавља вишесложеност, појављује се више лица и остварује се дубљи простор. Од раније српска уметност познаје, а у 13. веку долази до изражаја обрнута перспектива која поседује иреална својства, извлачи га из реалног сликарског простора и подређује га композицији и законитостима слике. Простор је повезан зидом који тече заједно са посматрачем.
У току 14. века монументалност која је карактеристична за 13. век постепено опада. Потенцира се драматички моменат. Драперија која се развија између елемената се узнемирује и учествује у композицији слике. Сликарство Моравске школе стара се о детаљу и допадљивом колориту слике. Међу споменицима ресавске школе изузетак чини ресавско сликарство и манасијско сликарство и оно тежи ка једном ретком и траженом колористичком сазвучју.
За време Турака ограниченим мерама око Пећке патријаршије покушава се повратити ниво на коме је било сликарство у 13. веку.
Мајстори који су израђивали фреске већином су непознати и ако се потпишу, они то учине на месту које се тешко може уочити као Макарије у Љубостињи, Јован у Раваници и др. Они су радили за славу у другоме свету.

### Српско сликарство од времена Стефана Немање до краља Милутина
Средином 12. века, на челу са Стефаном Немањом почела је да се уздиже Рашка држава и тада је прихваћен монументални сликовни израз, за који је Византија била узор. Промене су почеле када је Србија продрла у Повардарје и Македонију, а затим и када се средином 14. века простирала од Саве и Дунава до Коринтског залива. Слом тог царства је уследио после изгубљене Маричке битке 1371. године. Србија је изгубила територије и тада је дошло до инвазије Турака.
Најраније фреске су слабије очуване и одликују се различитим утицајима, од византијских до романских. Извесно је да су у та времена дубровачки сликари радили и за српске великодостојнике.
Од доба Стефана Немање до доба краља Милутина српска уметност се карактерише монументалношћу и пластичношћу. Лица и фигуре су издужени, очи, као прозори душе, су повећане, композиције су смирене, а покрети су постали уздржани и хармонични. Поред грчких, ту су радили и домаћи мајстори. Сликарство српских задужбина је производ најбољих сликара који су у то време сликали у православном свету.
Најстарији очувани живописи данас су из 13. века и налазе се у Студеници и то је Распеће, Свети Јован Крститељ, Свети Сава Јерусалимски, Причешће апостола и др. Овом веку би припадао и живопис из Пећи, као и у цркви Милешево и у Морачи. Сачувало се доста живописа из доба краља Милутина. Живопис у Ариљу, Хиландару, Студеници, Жичи и Нагоричину. Из Душановог доба је чувени живопис у Дечанима. Из доба цара Уроша и краља Вукашина је живопис у Марковом манастиру, као и Светом Науму на Охридском језеру. Из доба кнеза Лазара и кнегиње Милице је живопис у манастиру Раваници, а добу деспота Стефана припада живопис Манасије, Каленића, Руденића и Љубостиње. Добу деспота Ђурђа би припадао живопис из Враћевшнице.
Из доба турске владавине има доста очуваних живописа у Студеници, Никољу, Благовештењу и др. Томе времену припада и живопис на северу од Саве и Дунава.
Најстарији живописи показују озбиљност и мирноћу класичне античке уметности. Ту се могу запажати отмене позе и мирноћа гестова, а уметници се труде да створе утисак мејестатности и свечаног. За време краља Милутина живопис се мења и он постаје наративан. И на фризовима цркава се испредају приче и сцене најразличитијих религиозних тема. Живопис у доба кнеза Лазара се креће у истом колосеку и Дечани нам пружају најбољи пример за то (има око 1000 композиција). Живописи из овог доба показују да би се пре на српској земљи него у Италији извршио препород да није било турске инвазије. Животописи из доба кнеза Лазара, деспота Стефана и Ђурђа се одликују грациозношћу и елеганцијом.
Живопис из 16. и 17. века представља декаденцију у српској уметности. Ако се и сретне која фреска која изненађује лепотом форме, врло брзо ће се открити грешке у пропорцијама и неумешности сликара да схвате позе и доведу боје у склад.
Што се тиче имена уметника, сликари, архитекти и вајари су анонимни. Ми знамо да је Дечане градио францискански монах „фра Вита мали брат“. Сликари (зоографи) су регрутовани из монашких сталежа и остали су такође анонимни. Познати су потписи „зоографа Михаила“ и Еутихија, а у Руденици се потписао зоограф Теодор, док се у Раваници потписао неки сликар Константин. Много је већи број имена из 18. века: Андре Андријевић, Теодор Крачун, Димитрије Бачовић и други.

### Илуминација књига
Крајем 12. и почетком 13. века у изради српских рукописних књига појављују се илуминације. Значајне илуминиране књиге овога доба су Мирослављево јеванђеље и Вуканово јеванђеље, где прво има обележја романског сликарства, а друго показује византијске утицаје. Познато је још Хиландарско јеванђеље.

### Зидно сликарство
Иако се у почетку још увек јављају сликари који раде на традиционалан начин, укус се постепено мења у корист барока. Година 1739. представља рођење нове епохе када Христофор Жефаровић у живопису манастира Бођани примењује нови колорит и иконографска решења до тада непозната у српском сликарству, а слично ради и Јов Василијевич. Под утицајем барока ради и група сликара коју су чинили Никола Нешковић, Димитрије Бачевић, Димитрије Поповић, Јован Поповић, Васа Остојић, Амброзије Јанковић и Јанко Халкозовић. Теодор Крачун је створио посебну варијанту српске уметности и икону претвара у слику, а касније се окреће према рококоу. Јаков Орфелин и Теодор Илић Чешљар већ показују одлике рококоа и барокног класицизма.

## Сликарство 19. и 20. века
У сликарству сликара који су сада студирали у Бечу је, као и код њихових професора који су утицали на њих, продужен век барока и тако се у 19. веку јавља бидермајер, што је за то време главна ознака у уметности Бачке. Један колористички сензибилитет се уочава код Арсе Теодоровића, Николе Алексића и Константина Данила, који је најзначајнији од њих. Ови уметници неговали су и портретну уметност.
Почетком четрдесетих година 19. века века, сликарство се удаљава од бидермајера и класицизма да би донело романтизам. Српско историјско сликарство је било без патоса и драматике и често је имало анегдотски карактер и тежи да гледаоца веже патриотским садржајима дела. Овакав стил је превазишао Ђура Јакшић, који је био одушевљен игром светлости и сенке на делима Рембранта и са њим 1850—1870. године српски романтизам досеже врхунац.
Појављују се нови мотиви, сликање пејзажа, мртве природе, жанр сцена из живота и нова схватања код минхенских ђака Милоша Тенковића, Ђорђа Крстића и Ђорђа Миловановића. Пред новим улогама се нашло и историјско сликарство и тако су створене велике и помпезне композиције „Сеобе Срба“ Паје Јовановића 1896. „Уласка цара Душана у Дубровник“ Марка Мурата из 1900. и „Проглашење српског царства“ Паје Јовановића из 1900. године.
Половину 19. века обележава и рад првих жена у српском сликарству: Мине Караџић, Катарине Ивановић и Полексије Тодоровић.
Крај 20. и сам почетак 21. века, српску ликовну сцену свакако је обележио Драган Малешевић Тапи.